# Złoty Puchar CONCACAF 2025
Ten artykuł dotyczy trwającego lub niedawnego wydarzenia sportowego. Informacje w nim zamieszczone mogą się zmienić lub zdezaktualizować wraz z postępem zdarzenia. Początkowe doniesienia, wyniki lub statystyki mogą być niepewne. Ostatnie aktualizacje do tego artykułu mogą nie odzwierciedlać najbardziej aktualnych informacji.
Złoty Puchar CONCACAF 2025 (ang. 2025 CONCACAF Gold Cup, hiszp. Copa de Oro de la Concacaf 2025) – osiemnasta edycja turnieju o Mistrzostwo Ameryki Północnej, Środkowej i Karaibów w piłce nożnej mężczyzn. Rozgrywki odbywały się w Stanach Zjednoczonych i Kanadzie. Tytuł obroniła reprezentacja Meksyku, która pokonała w finale Stany Zjednoczone.

## Gospodarz
Złoty Puchar CONCACAF zawsze w swojej historii odbywał się w Stanach Zjednoczonych. Kilkukrotnie organizowały turniej wspólnie z innym państwem (lub dwoma państwami). W przypadku tych rozgrywek nie zmieniono tradycji. 25 września 2024 CONCACAF ogłosiło, że turniej odbędzie się w USA i Kanadzie. W Kanadzie znajduje się jedno miasto-gospodarz. Pozostałe 13 obiektów położone jest w Stanach Zjednoczonych.

## Eliminacje
Istnieją dwa sposoby kwalifikacji na turniej: bezpośrednio przez Ligę Narodów 2024/25 oraz poprzez eliminacje. Czterej zwycięzcy ćwierćfinałów Ligi Narodów uzyskają awans na turniej. Zakwalifikują się również zwycięzcy wszystkich grup dywizji B. 8 drużyn dostanie się wiec bezpośrednio dzięki wynikom z Ligi Narodów.
W eliminacjach do Złotego Pucharu weźmie udział 14 drużyn. Miejsce w kwalifikacjach można sobie zagwarantować przez wyniki w Lidze Narodów. Z dywizji A zagrają czterej przegrani ćwierćfinałów oraz zespoły, które zajęły trzecie i czwarte miejsce w swoich grupach. Z dywizji B awansują tu dwie najlepsze drużyny z drugich miejsc. Pozostałe 4 miejsca zajmą zwycięzcy baraży o udział. Eliminacje do Złotego Pucharu wyłonią 7 uczestników turnieju. Drużyny uczestniczące zostaną dobrane w pary. Każda z nich rozegra dwumecz. Zwycięzcy awansują na Złoty Puchar.

## Stadiony
| Arlington | Houston | Houston | Inglewood          |
| --- | --- | --- | ------------------ |
| AT&T Stadium | NRG Stadium | BBVA Compass Stadium | SoFi Stadium       |
| Pojemność: 80 000 | Pojemność: 72 220 | Pojemność: 22 039 | Pojemność: 70 240  |
| | | |                    |
| ParadiseGlendaleHoustonArlingtonInglewoodSan DiegoSanta ClaraSaint LouisVancouverCarsonAustinMinneapolisSan JoseMiasta-organizatorzy na mapie USA wraz z Vancouver w Kanadzie | ParadiseGlendaleHoustonArlingtonInglewoodSan DiegoSanta ClaraSaint LouisVancouverCarsonAustinMinneapolisSan JoseMiasta-organizatorzy na mapie USA wraz z Vancouver w Kanadzie | ParadiseGlendaleHoustonArlingtonInglewoodSan DiegoSanta ClaraSaint LouisVancouverCarsonAustinMinneapolisSan JoseMiasta-organizatorzy na mapie USA wraz z Vancouver w Kanadzie | Santa Clara        |
| ParadiseGlendaleHoustonArlingtonInglewoodSan DiegoSanta ClaraSaint LouisVancouverCarsonAustinMinneapolisSan JoseMiasta-organizatorzy na mapie USA wraz z Vancouver w Kanadzie | ParadiseGlendaleHoustonArlingtonInglewoodSan DiegoSanta ClaraSaint LouisVancouverCarsonAustinMinneapolisSan JoseMiasta-organizatorzy na mapie USA wraz z Vancouver w Kanadzie | ParadiseGlendaleHoustonArlingtonInglewoodSan DiegoSanta ClaraSaint LouisVancouverCarsonAustinMinneapolisSan JoseMiasta-organizatorzy na mapie USA wraz z Vancouver w Kanadzie | Levi’s Stadium     |
| ParadiseGlendaleHoustonArlingtonInglewoodSan DiegoSanta ClaraSaint LouisVancouverCarsonAustinMinneapolisSan JoseMiasta-organizatorzy na mapie USA wraz z Vancouver w Kanadzie | ParadiseGlendaleHoustonArlingtonInglewoodSan DiegoSanta ClaraSaint LouisVancouverCarsonAustinMinneapolisSan JoseMiasta-organizatorzy na mapie USA wraz z Vancouver w Kanadzie | ParadiseGlendaleHoustonArlingtonInglewoodSan DiegoSanta ClaraSaint LouisVancouverCarsonAustinMinneapolisSan JoseMiasta-organizatorzy na mapie USA wraz z Vancouver w Kanadzie | Pojemność: 68 500  |
| ParadiseGlendaleHoustonArlingtonInglewoodSan DiegoSanta ClaraSaint LouisVancouverCarsonAustinMinneapolisSan JoseMiasta-organizatorzy na mapie USA wraz z Vancouver w Kanadzie | ParadiseGlendaleHoustonArlingtonInglewoodSan DiegoSanta ClaraSaint LouisVancouverCarsonAustinMinneapolisSan JoseMiasta-organizatorzy na mapie USA wraz z Vancouver w Kanadzie | ParadiseGlendaleHoustonArlingtonInglewoodSan DiegoSanta ClaraSaint LouisVancouverCarsonAustinMinneapolisSan JoseMiasta-organizatorzy na mapie USA wraz z Vancouver w Kanadzie |                    |
| ParadiseGlendaleHoustonArlingtonInglewoodSan DiegoSanta ClaraSaint LouisVancouverCarsonAustinMinneapolisSan JoseMiasta-organizatorzy na mapie USA wraz z Vancouver w Kanadzie | ParadiseGlendaleHoustonArlingtonInglewoodSan DiegoSanta ClaraSaint LouisVancouverCarsonAustinMinneapolisSan JoseMiasta-organizatorzy na mapie USA wraz z Vancouver w Kanadzie | ParadiseGlendaleHoustonArlingtonInglewoodSan DiegoSanta ClaraSaint LouisVancouverCarsonAustinMinneapolisSan JoseMiasta-organizatorzy na mapie USA wraz z Vancouver w Kanadzie | Minneapolis        |
| ParadiseGlendaleHoustonArlingtonInglewoodSan DiegoSanta ClaraSaint LouisVancouverCarsonAustinMinneapolisSan JoseMiasta-organizatorzy na mapie USA wraz z Vancouver w Kanadzie | ParadiseGlendaleHoustonArlingtonInglewoodSan DiegoSanta ClaraSaint LouisVancouverCarsonAustinMinneapolisSan JoseMiasta-organizatorzy na mapie USA wraz z Vancouver w Kanadzie | ParadiseGlendaleHoustonArlingtonInglewoodSan DiegoSanta ClaraSaint LouisVancouverCarsonAustinMinneapolisSan JoseMiasta-organizatorzy na mapie USA wraz z Vancouver w Kanadzie | U.S. Bank Stadium  |
| ParadiseGlendaleHoustonArlingtonInglewoodSan DiegoSanta ClaraSaint LouisVancouverCarsonAustinMinneapolisSan JoseMiasta-organizatorzy na mapie USA wraz z Vancouver w Kanadzie | ParadiseGlendaleHoustonArlingtonInglewoodSan DiegoSanta ClaraSaint LouisVancouverCarsonAustinMinneapolisSan JoseMiasta-organizatorzy na mapie USA wraz z Vancouver w Kanadzie | ParadiseGlendaleHoustonArlingtonInglewoodSan DiegoSanta ClaraSaint LouisVancouverCarsonAustinMinneapolisSan JoseMiasta-organizatorzy na mapie USA wraz z Vancouver w Kanadzie | Pojemność: 66 860  |
| ParadiseGlendaleHoustonArlingtonInglewoodSan DiegoSanta ClaraSaint LouisVancouverCarsonAustinMinneapolisSan JoseMiasta-organizatorzy na mapie USA wraz z Vancouver w Kanadzie | ParadiseGlendaleHoustonArlingtonInglewoodSan DiegoSanta ClaraSaint LouisVancouverCarsonAustinMinneapolisSan JoseMiasta-organizatorzy na mapie USA wraz z Vancouver w Kanadzie | ParadiseGlendaleHoustonArlingtonInglewoodSan DiegoSanta ClaraSaint LouisVancouverCarsonAustinMinneapolisSan JoseMiasta-organizatorzy na mapie USA wraz z Vancouver w Kanadzie |                    |
| Glendale | Paradise | Vancouver | San Diego          |
| State Farm Stadium | Allegiant Stadium | BC Place Stadium | Snapdragon Stadium |
| Pojemność: 63 400 | Pojemność: 61 000 | Pojemność: 54 500 | Pojemność: 35 000  |
| | | |                    |
| Carson | Saint Louis | Austin | San Jose           |
| Dignity Health Sports Park | CityPark | Q2 Stadium | PayPal Park        |
| Pojemność: 27 000 | Pojemność: 22 500 | Pojemność: 20 738 | Pojemność: 18 000  |
| | | |                    |

## Uczestnicy
19 grudnia 2024 CONCACAF ogłosiło, iż w turnieju weźmie udział 15 zespół z Ameryki Północnej oraz jedna drużyna zaproszona z innego kontynentu. Zaproszenie przyjęła reprezentacja Arabii Saudyjskiej. Pozostałe drużyny wyłoni Liga Narodów 2024/25 oraz eliminacje do Złotego Pucharu.
| Drużyna           | Sposób kwalifikacji                                         | Liczba występów | Najlepszy wynik                                                    | Ostatni występ |
| ----------------- | ----------------------------------------------------------- | --------------- | ------------------------------------------------------------------ | -------------- |
| Panama            | Zwycięzca ćwierćfinału Ligi Narodów CONCACAF 2024/2025      | 11              | II miejsce (2005, 2013, 2023)                                      | 2023           |
| Stany Zjednoczone | Zwycięzca ćwierćfinału Ligi Narodów CONCACAF 2024/2025      | 17              | Mistrzostwo (1991, 2002, 2005, 2007, 2013, 2017, 2021)             | 2023           |
| Kanada            | Zwycięzca ćwierćfinału Ligi Narodów CONCACAF 2024/2025      | 16              | Mistrzostwo (2000)                                                 | 2023           |
| Meksyk            | Zwycięzca ćwierćfinału Ligi Narodów CONCACAF 2024/2025      | 17              | Mistrzostwo (1993, 1996, 1998, 2003, 2009, 2011, 2015, 2019, 2023) | 2023           |
| Salwador          | Zwycięzca grupy A dywizji B Ligi Narodów CONCACAF 2024/2025 | 13              | Ćwierćfinał (2002, 2003, 2011, 2013, 2017)                         | 2023           |
| Curaçao           | Zwycięzca grupy B dywizji B Ligi Narodów CONCACAF 2024/2025 | 2               | Ćwierćfinał (2019)                                                 | 2019           |
| Haiti             | Zwycięzca grupy C dywizji B Ligi Narodów CONCACAF 2024/2025 | 9               | Półfinał (2019)                                                    | 2023           |
| Dominikana        | Zwycięzca grupy D dywizji B Ligi Narodów CONCACAF 2024/2025 | debiutant       | debiutant                                                          | debiutant      |
| Arabia Saudyjska  | Drużyna zaproszona                                          | debiutant       | debiutant                                                          | debiutant      |
| Kostaryka         | Zwycięzca rundy eliminacyjnej                               | 16              | II miejsce (2002)                                                  | 2023           |
| Jamajka           | Zwycięzca rundy eliminacyjnej                               | 13              | II miejsce (2015, 2017)                                            | 2023           |
| Honduras          | Zwycięzca rundy eliminacyjnej                               | 16              | II miejsce (1991)                                                  | 2023           |
| Gwatemala         | Zwycięzca rundy eliminacyjnej                               | 12              | IV miejsce (1996)                                                  | 2023           |
| Trynidad i Tobago | Zwycięzca rundy eliminacyjnej                               | 12              | Półfinał (2000)                                                    | 2023           |
| Surinam           | Zwycięzca rundy eliminacyjnej                               | 1               | Faza grupowa (2021)                                                | 2021           |
| Gwadelupa         | Zwycięzca rundy eliminacyjnej                               | 5               | Półfinał (2007)                                                    | 2023           |

## Losowanie
Losowanie grup Złotego Pucharu odbyło się 10 kwietnia 2023 (11 kwietnia wg czasu polskiego). Przy ustalaniu koszyków brany pod uwagę był ranking CONCACAF aktualny na 26 marca 2025 (w tabeli podany w nawiasie). Przed losowaniem zostały jednak podane grupy, w których zagrają zespoły pierwszego koszyka.
| Koszyk 1                                                                                       | Koszyk 2                                         | Koszyk 3                                                        | Koszyk 4                                                     |
| ---------------------------------------------------------------------------------------------- | ------------------------------------------------ | --------------------------------------------------------------- | ------------------------------------------------------------ |
| Meksyk (1) (grupa B) Kanada (2) (grupa A) Panama (3) (grupa C) Stany Zjednoczone (4) (grupa D) | Kostaryka (5) Jamajka (6) Honduras (7) Haiti (8) | Gwatemala (9) Trynidad i Tobago (10) Salwador (11) Surinam (12) | Gwadelupa (13) Curaçao (15) Dominikana (19) Arabia Saudyjska |

## Faza grupowa
Ranking drużyn w fazie grupowej ustala się w następujący sposób:
1. Większa liczba punktów zdobytych we wszystkich meczach grupowych;
2. Lepszy bilans zdobytych i straconych bramek we wszystkich meczach grupowych;
3. Większa liczba bramek zdobytych we wszystkich meczach grupowych;
4. Jeżeli po zastosowaniu kryteriów 1-4 pozostają drużyny, dla których nie rozstrzygnięto kolejności, kryteria 1-4 powtarza się z udziałem tylko tych drużyn, jeżeli kolejność jest nierozstrzygnięta, stosuje się dalsze punkty;
5. Większa liczba punktów zdobytych w meczach między zainteresowanymi drużynami;
6. Lepszy bilans zdobytych i straconych bramek w meczach między zainteresowanymi drużynami;
7. Większa liczba bramek zdobytych w meczach między zainteresowanymi drużynami;
8. Klasyfikacja Fair Play turnieju finałowego: żółta kartka: −1 punkt; pośrednia czerwona kartka (druga żółta kartka): −3 punkty; bezpośrednia czerwona kartka: −4 punkty; żółta kartka i bezpośrednia czerwona kartka: −5 punktów.
9. Losowanie.

Legenda
|  | Awans do fazy pucharowej. |
|  | Odpadnięcie z turnieju.   |

### Grupa A
| Lp. | Drużyna    | M | Mecze | Mecze | Mecze | Bramki | Bramki | Bramki | Pkt |
| Lp. | Drużyna    | M | W     | R     | P     | +      | −      | +/−    | Pkt |
| --- | ---------- | - | ----- | ----- | ----- | ------ | ------ | ------ | --- |
| 1.  | Meksyk     | 3 | 2     | 1     | 0     | 5      | 2      | +3     | 7   |
| 2.  | Kostaryka  | 3 | 2     | 1     | 0     | 6      | 4      | +2     | 7   |
| 3.  | Dominikana | 3 | 0     | 1     | 2     | 3      | 5      | −2     | 1   |
| 4.  | Surinam    | 3 | 0     | 1     | 2     | 3      | 6      | −3     | 1   |

| 15 czerwca 2025 04:15 CEST | Meksyk · Ed. Álvarez 44' · Jiménez 47' · Montes 53' | 3:2(1:0)Raport | Dominikana · 51' González · 67' Azcona | SoFi Stadium, Inglewood Widzów: 54 309 Sędzia: Oshane Nation |
|                            |                                                     |                |                                        |                                                              |

| 16 czerwca 2025 05:00 CEST | Kostaryka · Martínez 14' · Ugalde 19' (k), 90+13' (k) · Alcócer 76' | 4:3(2:1)Raport | Surinam · 34' Kerk · 59' Margaret · 64' (k) Pinas | Snapdragon Stadium, San Diego Widzów: 7 736 Sędzia: Joe Dickerson |
|                            |                                                                     |                |                                                   |                                                                   |

| 19 czerwca 2025 01:00 CEST | Kostaryka · Ugalde 44' (k.) · Alcócer 85' | 2:1(1:1)Raport | Dominikana · 16' Urbáez | AT&T Stadium, Arlington Widzów: 34 015 Sędzia: Lukasz Szpala |
|                            |                                           |                |                         |                                                              |

| 19 czerwca 2025 04:00 CEST | Surinam | 0:2(0:0)Raport | Meksyk · 57', 63' Montes | AT&T Stadium, Arlington Widzów: 34 015 Sędzia: Selvin Brown |
|                            |         |                |                          |                                                             |

| 23 czerwca 2025 04:00 CEST | Meksyk | 0:0(0:0)Raport | Kostaryka | Allegiant Stadium, Paradise Widzów: 35 000 Sędzia: Mario Escobar |
|                            |        |                |           |                                                                  |

| 23 czerwca 2025 04:00 CEST | Dominikana | 0:0(0:0)Raport | Surinam | AT&T Stadium, Arlington Widzów: 20 918 Sędzia: Ismael Cornejo |
|                            |            |                |         |                                                               |

### Grupa B
| Lp. | Drużyna  | M | Mecze | Mecze | Mecze | Bramki | Bramki | Bramki | Pkt |
| Lp. | Drużyna  | M | W     | R     | P     | +      | −      | +/−    | Pkt |
| --- | -------- | - | ----- | ----- | ----- | ------ | ------ | ------ | --- |
| 1.  | Kanada   | 3 | 2     | 1     | 0     | 9      | 1      | +8     | 7   |
| 2.  | Honduras | 3 | 2     | 0     | 1     | 4      | 7      | −3     | 6   |
| 3.  | Curaçao  | 3 | 0     | 2     | 1     | 2      | 3      | −1     | 2   |
| 4.  | Salwador | 3 | 0     | 1     | 2     | 0      | 4      | −4     | 1   |

| 18 czerwca 2025 02:15 CEST | Curaçao | 0:0(0:0)Raport | Salwador | PayPal Park, San Jose Widzów: 13 042 Sędzia: Katia Itzel García |
|                            |         |                |          |                                                                 |

| 18 czerwca 2025 04:30 CEST | Kanada · Sigur 27' · Oluwaseyi 45+2' · Buchanan 48', 65' · P. David 75' · Saliba 90' | 6:0(2:0)Raport | Honduras | BC Place Stadium, Vancouver Widzów: 24 286 Sędzia: Mario Escobar |
|                            |                                                                                      |                |          |                                                                  |

| 22 czerwca 2025 01:00 CEST | Curaçao · Antonisse 90+4' | 1:1(0:1)Raport | Kanada · 9' Saliba | BBVA Compass Stadium, Houston Widzów: 20 536 Sędzia: Juan Calderón |
|                            |                           |                |                    |                                                                    |

| 22 czerwca 2025 04:00 CEST | Honduras · Quioto 33' · Ramírez 90+5' | 2:0(1:0)Raport | Salwador | BBVA Compass Stadium, Houston Widzów: 20 536 Sędzia: Walter López Castellanos |
|                            |                                       |                |          |                                                                               |

| 25 czerwca 2025 04:00 CEST | Honduras · Álvarez 32' · Palma 90+1' | 2:1(1:1)Raport | Curaçao · 42' (sam.) Menjívar | PayPal Park, San Jose Widzów: 10 935 Sędzia: Oshane Nation |
|                            |                                      |                |                               |                                                            |

| 25 czerwca 2025 04:00 CEST | Kanada · J. David 53' · Buchanan 56' | 2:0(0:0)Raport | Salwador | BBVA Compass Stadium, Houston Widzów: 19 417 Sędzia: Joe Dickerson |
|                            |                                      |                |          |                                                                    |

### Grupa C
| Lp. | Drużyna   | M | Mecze | Mecze | Mecze | Bramki | Bramki | Bramki | Pkt |
| Lp. | Drużyna   | M | W     | R     | P     | +      | −      | +/−    | Pkt |
| --- | --------- | - | ----- | ----- | ----- | ------ | ------ | ------ | --- |
| 1.  | Panama    | 3 | 3     | 0     | 0     | 10     | 3      | +7     | 9   |
| 2.  | Gwatemala | 3 | 2     | 0     | 1     | 4      | 3      | +1     | 6   |
| 3.  | Jamajka   | 3 | 1     | 0     | 2     | 3      | 6      | −3     | 3   |
| 4.  | Gwadelupa | 3 | 0     | 0     | 3     | 5      | 10     | −5     | 0   |

| 17 czerwca 2025 01:00 CEST | Panama · Martínez 6' · Díaz 13', 17' · Guerrero 22' (k.) · T. Rodríguez 90+2' | 5:2(4:1)Raport | Gwadelupa · 29' Leborgne · 76' (k.) David | Dignity Health Sports Park, Carson Widzów: 18 262 Sędzia: Keylor Herrera |
|                            |                                                                               |                |                                           |                                                                          |

| 17 czerwca 2025 04:00 CEST | Jamajka | 0:1(0:1)Raport | Gwatemala · 31' Santis | Dignity Health Sports Park, Carson Widzów: 18 262 Sędzia: Juan Calderón |
|                            |         |                |                        |                                                                         |

| 21 czerwca 2025 01:45 CEST | Jamajka · Bailey 41' · Russell 45+5' | 2:1(2:1)Raport | Gwadelupa · 32' Ambrose | PayPal Park, San Jose Widzów: 2 405 Sędzia: Kwinsi Williams |
|                            |                                      |                |                         |                                                             |

| 21 czerwca 2025 04:00 CEST | Gwatemala | 0:1(0:1)Raport | Panama · 19' T. Rodríguez | Q2 Stadium, Austin Widzów: 20 408 Sędzia: Adonai Escobedo |
|                            |           |                |                           |                                                           |

| 25 czerwca 2025 01:00 CEST | Panama · Díaz 4', 17', 45' (k) · T. Rodríguez 89' | 4:1(3:1)Raport | Jamajka · 27' Bell | Q2 Stadium, Austin Widzów: 3 283 Sędzia: Selvin Brown |
|                            |                                                   |                |                    |                                                       |

| 25 czerwca 2025 01:00 CEST | Gwadelupa · Plumain 50' (k) · Phaëton 78' | 2:3(0:2)Raport | Gwatemala · 13' Pinto · 29' Escobar · 70' Rubín | BBVA Compass Stadium, Houston Widzów: 19 417 Sędzia: Marco Ortíz |
|                            |                                           |                |                                                 |                                                                  |

### Grupa D
| Lp. | Drużyna           | M | Mecze | Mecze | Mecze | Bramki | Bramki | Bramki | Pkt |
| Lp. | Drużyna           | M | W     | R     | P     | +      | −      | +/−    | Pkt |
| --- | ----------------- | - | ----- | ----- | ----- | ------ | ------ | ------ | --- |
| 1.  | Stany Zjednoczone | 3 | 3     | 0     | 0     | 8      | 1      | +7     | 9   |
| 2.  | Arabia Saudyjska  | 3 | 1     | 1     | 1     | 2      | 2      | 0      | 4   |
| 3.  | Trynidad i Tobago | 3 | 0     | 2     | 1     | 2      | 7      | −5     | 2   |
| 4.  | Haiti             | 3 | 0     | 1     | 2     | 2      | 4      | −2     | 1   |

| 16 czerwca 2025 00:00 CEST | Stany Zjednoczone · Tillman 16', 41' · Agyemang 44' · Aaronson 82' · Wright 84' | 5:0(3:0)Raport | Trynidad i Tobago | PayPal Park, San Jose Widzów: 12 610 Sędzia: Adonai Escobedo |
|                            |                                                                                 |                |                   |                                                              |

| 16 czerwca 2025 02:15 CEST | Haiti | 0:1(0:1)Raport | Arabia Saudyjska · 21' (k) Al-Shehri | Snapdragon Stadium, San Diego Widzów: 7 736 Sędzia: Walter López |
|                            |       |                |                                      |                                                                  |

| 20 czerwca 2025 00:45 CEST | Trynidad i Tobago · J. Garcia 68' | 1:1(0:0)Raport | Haiti · 49' Pierrot | BBVA Compass Stadium, Houston Widzów: 2 409 Sędzia: Ismael Cornejo |
|                            |                                   |                |                     |                                                                    |

| 20 czerwca 2025 04:00 CEST | Arabia Saudyjska | 0:1(0:0)Raport | Stany Zjednoczone · 63' Richards | Q2 Stadium, Austin Widzów: 11 727 Sędzia: Marco Ortíz |
|                            |                  |                |                                  |                                                       |

| 23 czerwca 2025 01:00 CEST | Arabia Saudyjska · Al-Buraikan 60' | 1:1(0:1)Raport | Trynidad i Tobago · 10' Sealy | Allegiant Stadium, Paradise Widzów: 35 000 Sędzia: Keylor Herrera |
|                            |                                    |                |                               |                                                                   |

| 23 czerwca 2025 01:00 CEST | Stany Zjednoczone · Tillman 10' · Agyemang 75' | 2:1(1:1)Raport | Haiti · 19' Don Deedson | AT&T Stadium, Arlington Widzów: 20 918 Sędzia: Katia García |
|                            |                                                |                |                         |                                                             |

## Faza pucharowa
We wszystkich meczach fazy pucharowej, poza finałem, nie rozgrywano dogrywki w przypadku remisu i przechodzono od razu do serii rzutów karnych.

### Drabinka
|  |                          |                   |                       |                       |   |                   |                   |          |  |  |       |       |       |
|  | Ćwierćfinał              | Ćwierćfinał       | Ćwierćfinał           |                       |   | Półfinał          | Półfinał          | Półfinał |  |  | Finał | Finał | Finał |
|  | Ćwierćfinał              | Ćwierćfinał       | Ćwierćfinał           |                       |   | Półfinał          | Półfinał          | Półfinał |  |  | Finał | Finał | Finał |
|  | 29 czerwca – Minneapolis |                   |                       |                       |   |                   |                   |          |  |  |       |       |       |
|  |                          |                   |                       |                       |   |                   |                   |          |  |  |       |       |       |
|  | Stany Zjednoczone        | Stany Zjednoczone | 2(4)                  |                       |   |                   |                   |          |  |  |       |       |       |
|  | Stany Zjednoczone        | Stany Zjednoczone | 2(4)                  | 2 lipca – Saint Louis |   |                   |                   |          |  |  |       |       |       |
|  | Kostaryka                | Kostaryka         | 2(3)                  |                       |   |                   |                   |          |  |  |       |       |       |
|  | Kostaryka                | Kostaryka         | 2(3)                  |                       |   | Stany Zjednoczone | Stany Zjednoczone | 2        |  |  |       |       |       |
|  | 29 czerwca – Minneapolis |                   |                       |                       |   | Stany Zjednoczone | Stany Zjednoczone | 2        |  |  |       |       |       |
|  |                          |                   | Gwatemala             | Gwatemala             | 1 |                   |                   |          |  |  |       |       |       |
|  | Kanada                   | Kanada            | Gwatemala             | Gwatemala             | 1 | 1(5)              |                   |          |  |  |       |       |       |
|  | Kanada                   | Kanada            |                       |                       |   | 1(5)              | 6 lipca – Houston |          |  |  |       |       |       |
|  | Gwatemala                | Gwatemala         | 1(6)                  |                       |   |                   |                   |          |  |  |       |       |       |
|  | Gwatemala                | Gwatemala         | 1(6)                  |                       |   | Stany Zjednoczone | Stany Zjednoczone | 1        |  |  |       |       |       |
|  | 28 czerwca – Glendale    |                   |                       |                       |   | Stany Zjednoczone | Stany Zjednoczone | 1        |  |  |       |       |       |
|  |                          |                   | Meksyk                | Meksyk                | 2 |                   |                   |          |  |  |       |       |       |
|  | Meksyk                   | Meksyk            | Meksyk                | Meksyk                | 2 | 2                 |                   |          |  |  |       |       |       |
|  | Meksyk                   | Meksyk            | 2 lipca – Santa Clara |                       |   | 2                 |                   |          |  |  |       |       |       |
|  | Arabia Saudyjska         | Arabia Saudyjska  | 0                     |                       |   |                   |                   |          |  |  |       |       |       |
|  | Arabia Saudyjska         | Arabia Saudyjska  | 0                     |                       |   | Meksyk            | Meksyk            | 1        |  |  |       |       |       |
|  | 28 czerwca – Glendale    |                   |                       |                       |   | Meksyk            | Meksyk            | 1        |  |  |       |       |       |
|  |                          |                   | Honduras              | Honduras              | 0 |                   |                   |          |  |  |       |       |       |
|  | Panama                   | Panama            | Honduras              | Honduras              | 0 | 1(4)              |                   |          |  |  |       |       |       |
|  | Panama                   | Panama            |                       |                       |   |                   |                   |          |  |  |       |       |       |
|  | Honduras                 | Honduras          | 1(5)                  |                       |   |                   |                   |          |  |  |       |       |       |
|  | Honduras                 | Honduras          | 1(5)                  |                       |   |                   |                   |          |  |  |       |       |       |

### Ćwierćfinały
| 29 czerwca 2025 01:15 CEST                         | Panama · Díaz 45+1' (k) | 1:1 k. 4:5(1:0)Raport                                   | Honduras · 82' Lozano | State Farm Stadium, Glendale Widzów: 45 255 Sędzia: Katia García |
|                                                    |                         |                                                         |                       |                                                                  |
|                                                    |                         | Rzuty karne                                             |                       |                                                                  |
| Escobar · Díaz · Godoy · Harvey · Davis · Guerrero |                         | Palma · Arriaga · Rosales · Maldonado · Lozano · Pineda |                       |                                                                  |

| 29 czerwca 2025 04:15 CEST | Meksyk · Vega 49' · Madu 81' (sam.) | 2:0(0:0)Raport | Arabia Saudyjska | State Farm Stadium, Glendale Widzów: 45 255 Sędzia: Lukasz Szpala |
|                            |                                     |                |                  |                                                                   |

| 29 czerwca 2025 22:00 CEST                                                    | Kanada · J. David 30' (k.) | 1:1 k. 5:6(1:0)Raport                                      | Gwatemala · 69' Rubín | U.S. Bank Stadium, Minneapolis Widzów: 32 289 Sędzia: Keylor Herrera |
|                                                                               |                            |                                                            |                       |                                                                      |
|                                                                               |                            | Rzuty karne                                                |                       |                                                                      |
| P. David · Jebbison · Cornelius · Choinière · Larin · Daliba · de Fougerolles |                            | Santis · Samayoa · Herrera · Lom · Pinto · Altán · Morales |                       |                                                                      |

| 30 czerwca 2025 01:00 CEST                             | Stany Zjednoczone · Luna 43' · Arfsten 47' | 2:2 k. 4:3(1:1)Raport                                            | Kostaryka · 12' (k.) Calvo · 71' Martínez | U.S. Bank Stadium, Minneapolis Widzów: 32 289 Sędzia: Walter López Castellanos |
|                                                        |                                            |                                                                  |                                           |                                                                                |
|                                                        |                                            | Rzuty karne                                                      |                                           |                                                                                |
| Adams · Tillman · Berhalter · Freeman · Tolkin · Downs |                                            | Martínez · J.P. Vargas · van der Putten · Brenes · Calvo · Rojas |                                           |                                                                                |

### Półfinały
| 3 lipca 2025 01:00 CEST | Stany Zjednoczone · Luna 4', 15' | 2:1(2:0)Raport | Gwatemala · 80' Escobar | Energizer Park, Saint Louis Widzów: 22 423 Sędzia: Oshane Nation |
|                         |                                  |                |                         |                                                                  |

| 3 lipca 2025 04:00 CEST | Meksyk · Jiménez 50' | 1:0(0:0)Raport | Honduras | Levi’s Stadium, Santa Clara Widzów: 70 975 Sędzia: Juan Calderón |
|                         |                      |                |          |                                                                  |

### Finał
| 7 lipca 2025 01:00 CEST | Stany Zjednoczone · Richards 4' | 1:2(1:1)Raport | Meksyk · 27' Jiménez · 78' Ed. Álvarez | NRG Stadium, Houston Widzów: 70 925 Sędzia: Mario Escobar |
|                         |                                 |                |                                        |                                                           |

|  |  |

| BR                  | 25 | Matt Freese         |     |     |
| OB                  | 16 | Alex Freeman        |     |     |
| OB                  | 3  | Chris Richards      |     |     |
| OB                  | 13 | Tim Ream (k)        |     |     |
| OB                  | 18 | Max Arfsten         |     | 86' |
| PO                  | 4  | Tyler Adams         | 63' | 82' |
| PO                  | 14 | Luca de la Torre    |     | 69' |
| NA                  | 8  | Sebastian Berhalter |     |     |
| PO                  | 17 | Malik Tillman       |     |     |
| NA                  | 10 | Diego Luna          |     | 86' |
| NA                  | 24 | Patrick Agyemang    |     |     |
| Zmiany:             |    |                     |     |     |
| NA                  | 9  | Damion Downs        |     | 69' |
| PO                  | 6  | Jack McGlynn        |     | 82' |
| PO                  | 11 | Brenden Aaronson    |     | 86' |
| OB                  | 2  | John Tolkin         |     | 86' |
| Selekcjoner:        |    |                     |     |     |
| Mauricio Pochettino |    |                     |     |     |

| BR             | 1  | Luis Malagón      |     |     |
| OB             | 2  | Jorge Sánchez     |     | 86' |
| OB             | 3  | César Montes      | 44' |     |
| OB             | 5  | Johan Vásquez     |     |     |
| OB             | 23 | Jesús Gallardo    |     |     |
| PO             | 7  | Gilberto Mora     |     | 75' |
| PO             | 4  | Edson Álvarez (k) |     |     |
| PO             | 14 | Marcel Ruiz       |     |     |
| NA             | 25 | Roberto Alvarado  |     | 87' |
| NA             | 10 | Alexis Vega       |     |     |
| NA             | 9  | Raúl Jiménez      | 85' | 86' |
| Zmiany:        |    |                   |     |     |
| PO             | 17 | Orbelín Pineda    |     | 75' |
| NA             | 11 | Santiago Giménez  |     | 86' |
| OB             | 15 | Israel Reyes      |     | 86' |
| NA             | 21 | César Huerta      |     | 87' |
| Selekcjoner:   |    |                   |     |     |
| Javier Aguirre |    |                   |     |     |

| - Piłkarz meczu: - Raúl Jiménez |

| - Sędziowie asystenci: - Luis Ventura - Humberto Panjoj - Sędzia techniczny: - Walter López Castellanos - Sędzia VAR: - Benjamín Pineda - Sędziowie asystenci VAR: - Yasith Monge |

## Strzelcy

### 6 goli
- Ismael Díaz

### 3 gole
- Tajon Buchanan
- Manfred Ugalde
- Raúl Jiménez
- César Montes
- Tomás Rodríguez
- Diego Luna
- Malik Tillman

### 2 gole
- Olger Escobar
- Rubio Rubín
- Jonathan David
- Nathan Saliba
- Josimar Alcócer
- Alonso Martínez
- Edson Álvarez
- Patrick Agyemang
- Chris Richards

### 1 gol
- Firas Al-Buraikan
- Saleh Al-Shehri
- Jeremy Antonisse
- Edison Azcona
- Peter González
- Joao Urbáez
- Thierry Ambrose
- Florian David
- Jordan Leborgne
- Matthias Phaëton
- Ange-Freddy Plumain
- José Carlos Pinto
- Óscar Santis
- Louicius Don Deedson
- Frantzdy Pierrot
- Jorge Álvarez
- Anthony Lozano
- Luis Palma
- Romell Quioto
- Dixon Ramírez
- Leon Bailey
- Amari'i Bell
- Jon Russell
- Promise David
- Tani Oluwaseyi
- Niko Sigur
- Francisco Calvo
- Alexis Vega
- Eduardo Guerrero
- Cristian Martínez
- Brenden Aaronson
- Max Arfsten
- Haji Wright
- Gyrano Kerk
- Richonell Margaret
- Shaquille Pinas
- Justin Garcia
- Dante Sealy

### Gol samobójczy
- Edrick Menjívar (dla  Curaçao)
- Abdullah Madu (dla  Meksyku)